# Криминална библиотека
Криминална библиотека је био литерарно-забавни полумесечни часопис који је излазио у периоду од 1924. године до 1941. године у Београду.

## Историјат
Криминална библиотека је предратни часопис, који је изашао први пут у марту 1924. године. Сваки примерак имао је 24 стране. Часопис је покривао област криминалне литературе. Овај забавно-литерарни часопис садржао је по једну причу из живота илустровану фотографијом уметничке слике. У часопису су се налазили прилози из светске литературе (Ги де Мопасан, Ф. М. Достојевски, Жан Ришпен, Мирис Леблан, Едгар Алан По), заступљени су били и наши познати писци Радоје Домановић, Андра Гавриловић...Текст у часопису је био штампан на ћирилици и латиници.

### Претплата
Уз годишњу претплату часописа Криминална библиотека добијао се и тврди повез за коричење целе године. Продавао се као и већина часописа у том периоду путем претплате на 3, 6 и 12 месеци. Цена је износила пет динара за појединачни примерак.

### Периодичност излажења
Часопис је излазио два пута месечно.

### Формат
Часопис је штампан у формату 24 цм.

## Уредници
Уредник часописа је био Михаило Ђокић, а један од сарадника Арчибалд Рајс.